# Дрейден, Николай Сергеевич
Никола́й Серге́евич Дре́йден (род. 17 декабря 1980, Ленинград) — российский режиссёр театра и кино, сценарист, копирайтер. Известен как режиссёр фильма «Придел Ангела».

## Биография
Родился 17 декабря 1980 года в Ленинграде в театральной семье. Сын актёра Сергея Дрейдена (1941—2023) и драматурга Аллы Соколовой (1944—2018). Внук известного советского театроведа, театрального критика, литературоведа Симона Дрейдена, репрессированного в 1949 по делу «о космополитах».
В 2005 году окончил Санкт-Петербургский государственный университет кино и телевидения по специальности «Кинорежиссура» (курс профессора В. В. Бортко). С 1997 по 2010 год работал режиссёром, сценаристом и монтажёром на телеканале РТР (Петербургское отделение), ТВ-студиях «Молодая Гвардия» и «А. Т.К-Студио», «Студии „ЭН“» корреспондентом в газете «Смена», а также на киностудии «Невафильм-арт» и в театре «Приют комедианта».
В 2011 году прошёл стажировку в Лос-Анджелесской школе кинематографии — калифорнийском филиале академии NYFA (New York Film Academy) Архивная копия от 27 января 2018 на Wayback Machine по специальности Screenwriting.
В 2022 году вместе с семьёй репатриировался в Израиль.
В настоящее время работает как режиссёр в игровом, документальном кино, театре. Режиссёр дубляжа.

## Признание и награды
Лауреат премии «Лучезарный ангел», Россия (Москва).
Лауреат премии «Вече», Россия (Великий Новгород, 2008) — за фильм «Придел Ангела»
Лауреат премии «Медный всадник», Россия (Санкт-Петербург).
Премия правительства Санкт-Петербурга (фильм «Придел Ангела»).
Премия «Музыкальное сердце театра» («Лёнька Пантелеев. Мюзикл»).

## Семья
Отец — Сергей Симонович Дрейден (1941—2023), актёр.
Мать — Алла Николаевна Соколова (1944—2018), драматург.
Первая жена — Елена Владимировна Дрейден (Зеленская) (род. 1981), актриса.
- Пасынок — Никита Максимович Диденко (род. 2006).
- Дочь — София (род. январь 2011).

Вторая жена — Полина Митряшина, хореограф.
- Дочь — Кира Дрейден (род. март 2018).

## Список работ

### Кино/телережиссёр
- 2002 — Маленький домик у дороги (к/м фильм)
- 2003 — Сказка для учителя (к/м фильм)
- 2005 — Легенда о Рерихе (док. фильм)
- 2006 — Музыкальные игры (док. фильм)
- 2007 — Остров. Дилогия (док. фильм)
- 2009 — Придел Ангела (п/м фильм)
- 2009 — Подарок (к/м фильм)
- 2009—2010 — Cyprus. The Green Line (док. фильм)
- 2012 — Мы никогда не ссоримся / We never quarrel (к/м фильм)
- 2014 — Жизнь в Театре (О моём отце…) (док. фильм)
- 2018 — Анатомия измены (п/м фильм)
- 2019 — Воронка (к/м фильм)
- 2020 — На той войне незнаменитой (док. фильм)
- 2022 — Миры Марины Азизян (док. фильм)
- 2023 — «Профессия. Монтажёр» (док. фильм)

### Театральный режиссёр
- 2011 — Олеся (спектакль, театр «Приют комедианта» (СПб)
- 2012 — Лёнька Пантелеев. Мюзикл (совместно с М. Диденко) (спектакль, ТЮЗ им. А. Брянцева (СПб)
- 2014—2015 — Зомби! Зомби! Зомби! (поп-арт-мюзикл, ДК им. Горького, СПб)
- 2019 — Смерть Норвегова (по роману Саши Соколова «Школа для дураков», спектакль, Архангельский молодёжный театр, Архангельск)
- 2021 — Муха. Бабочка. Песенка (перформанс-спектакль, совместно с Полиной Митряшиной, ДК Громов, пространство Сдвиг, Social Club, СПб)
- 2022 — Мёртвое время (перформанс-читка, Гешер, Тель Авив, Израиль)

### Сценарист / драматург
- 2002 — Маленький домик у дороги (к/м фильм)
- 2003 — Сказка для учителя (к/м фильм)
- 2005 — Легенда о Рерихе (док. фильм)
- 2007 — Остров. Дилогия (док. фильм)
- 2009 — Придел Ангела
- 2009 — Подарок (к/м фильм)
- 2013 — Чинизелли / Ciniselli (совместно с М. Диденко и К. Фёдоровым)
- 2013 — Лёнька Пантелеев (совместно с М. Диденко и К. Фёдоровым)
- 2015 — Swing / Свинг (совместно с К. Фёдоровым)
- 2019 — Смерть Норвегова (по роману Саши Соколова «Школа для дураков»)
- 2020 — Люблинский штукарь (совместно с В. Жуком, по роману И. Зингера)
- 2021 — Муха. Бабочка. Песенка (по мотивам эссе И.Бродского "Гид по переименованному городу)

### Режиссёр дубляжа
- 2008 — Марли и я (Marley & Me)
- 2008 — 500 дней лета (500 days of Summer)
- 2009 — Аватар (Avatar)
- 2010 — Принц Персии: Пески времени (Prince of Persia: The Sands of Time)
- 2010 — Последнее воскресение (The Last Station)
- 2010 — Ученик чародея (The Sorcerer’s Apprentice)
- 2010 — Хэллоуинтаун (Halloweentown)
- 2010 — Хэллоуинтаун 2: Месть Калабара (Halloweentown II: Kalabar’s Revenge)
- 2011 — Я — четвёртый (I Am Number Four)
- 2011 — Тайна красной планеты (Mars Needs Moms)
- 2011 — Воды слонам! (Water for Elephants)
- 2011 — Ночь страха (Fright Night)
- 2011 — Боевой конь (War Horse)
- 2012 — Москва 2017 (Branded)
- 2012 — Облачный атлас (Cloud Atlas)
- 2012 — Франкенвини (Frankenweenie)
- 2014 — Стражи Галактики (Guardians of the Galaxy)
- 2014 — Меню (Feast)
- 2014 — Город героев (Big Hero 6)
- 2017 — Стражи Галактики. Часть 2 (Guardians of the Galaxy Vol. 2)
- 2023 — Братья Супер Марио в кино (The Super Mario Bros. Movie)
- 2023 — Мег 2: Бездна (Meg 2: The Trench)
- 2023 — Аквамен и потерянное царство (Aquaman and the Lost Kingdom)
- 2024 — Эмили в Париже (Emily in Paris)
- 2024 — Кобра Кай (Cobra Kai)
- 2024 — Боксер (Boxer)
- 2024 — Правосудие (Napad)
- 2024 — Снова в деле (Back in Action)

### Продюсер/Художественный руководитель
- 2009—2010 — Cyprus. The Green Line (док. фильм)
- 2010 — Столичная история (к/м фильм) (реж. Д. Шумакова)
- 2011 — Олеся (спектакль, театр «Приют комедианта» (СПб)
- 2012 — Аметист (к/м фильм) (реж. Д. Шумакова)

## Семья
- Отец — Сергей Дрейден (Донцов), актёр.
- Мать — Алла Николаевна Соколова, драматург.
- Дед — Симон Дрейден, театровед, литератор.

## Статьи
- Червинский В. «Запомните это имя — Николай Дрейден» Архивная копия от 22 января 2011 на Wayback Machine / Информационный портал «СахаНьюс», 5 августа 2008 года.
- Танина А. «Николай Дрейден: Я боялся успеха» / газета Ленинградской области «Вести», 9 октября 2008 года.
- «Придел Ангела: История непрощённого человека» Архивная копия от 23 января 2012 на Wayback Machine / Всеукраинский журнал «Мгарскій колоколъ» № 71, декабрь 2008 года.
- «Первобытные натуры» Архивная копия от 16 декабря 2011 на Wayback Machine // Петербургский театральный журнал (Официальный сайт) (27 мая 2011).
- «В России готовится фильм, посвящённый циркачу Чинизелли» (Кинопоиск.ru) (08.07.2011).
- О времени и театре | Петербургский театральный журнал (Официальный сайт) (22 мая 2012). Архивная копия от 4 июля 2012 на Wayback Machine
- «Указующий перст — вещь крайне опасная» («Стрела») (21/813) (недоступная ссылка)
- «Про Лёньку Пантелеева» Архивная копия от 21 июля 2015 на Wayback Machine // «Петербургский дневник» (17.05.2012)
- «Мертвецы и Боги» (ART1, 02/02/2015)
- «Объявлены победители питчинга Роскино на Венецианском кинорынке» (Proficinema, 09.09.2015) Архивная копия от 24 сентября 2015 на Wayback Machine